# 266 (szám)
A 266 (kétszázhatvanhat) a 265 és 267 között található természetes szám.

## A matematikában
- Szfenikus számok
- Harshad-szám